# TV on the Radio
I TV on the Radio sono un gruppo musicale statunitense formatosi nel 2001 a Brooklyn, New York. La loro musica trae ispirazione dai generi come il rock alternativo, la musica elettronica e la new wave.
Il nucleo originario della band è formato da Tunde Adebimpe, Dave Sitek, Kyp Malone, Jaleel Bunton e Gerard Smith. Quest'ultimo è morto di cancro nel 2011. Inoltre sono numerosi e di diversa estrazione i musicisti che hanno collaborato col gruppo in studio.

## Storia
I TV on the Radio nascono nel 2001 a Brooklyn. Il nucleo portante del gruppo è rappresentato da Tunde Adebimpe (voce), Kyp Malone (chitarra e voce) e Andrew Sitek. Adebimpe porta avanti la sua attività di regista e attore di cinema indipendente; mentre Sitek è fotografo e pittore, oltre che polistrumentista e produttore. I tre pubblicano l'album di debutto nel 2002. Si tratta dell'autoprodotto OK Calculator (con ovvi riferimenti all'album dei Radiohead OK Computer).
La vera carriera dei TV on the Radio inizia ufficialmente con la pubblicazione dell'EP Young Liars (Touch and Go Records, 2003), che contiene la versione originale di Staring at the Sun. Da questo disco in poi la formazione del gruppo sarà ampliata e modificata di volta in volta, con provvisori ingressi e addii e con gli innesti in pianta stabile dei due polistrumentisti Gerard Smith e Jaleel Bunton.
Nel marzo 2004 pubblicano l'album Desperate Youth, Blood Thirsty Babes (Touch and Go Records), la cui proposta stilistica pienamente matura si unisce alla vena del gruppo, che diventa simbolo del bisogno da parte dei giovani di comunicare e di affermare la propria autorità. L'utilizzo di strumenti di estrazione boogie (flauti, sax, tamburi) mette un ulteriore sigillo sul grande affiatamento del gruppo. Con Desperate Youth, Blood Thirsty Babes, la band si guadagna nel 2004 lo Shortlist Music Prize. Nello stesso anno pubblicano l'EP New Healt Rock.
Il disco che però consacra il gruppo è il successivo Return to Cookie Mountain, pubblicato dall'etichetta britannica 4AD nel luglio 2006. In questo disco vengono inseriti elementi di blues, new wave e shoegaze. Vi collaborano Katrina Ford dei Celebration, Kazu Makino dei Blonde Redhead, Devang Shah dei Dragons of Zynth, Martin Perna e Stuard D. Bogie degli Antibalas, Nick Zinner degli Yeah Yeah Yeahs e David Bowie (in Province). Questo album riceve acclamazioni da parte della critica musicale; in particolare Spin lo nomina "Album dell'anno".. L'album si attesta al secondo posto della classifica dei miglior album del 2006 per Pitchfork. Nel tour di supporto all'album, suonano con il gruppo negli Stati Uniti il cantante dei Bauhaus, Peter Murphy, e il frontman dei Nine Inch Nails, Trent Reznor.
Due anni dopo, nel settembre 2008, è la volta di Dear Science (Interscope Records), in cui si raggiunge l'apice di quel "mix" vorticoso di generi musicali, attraverso anche l'utilizzo dell'elettronica, di strumenti di ispirazione black music e funky. Sitek è produttore dell'album, che viene presentato, tra l'altro, al David Letterman Show nel settembre 2008. Anche Dear Science riceve critiche entusiastiche da molte riviste: Rolling Stone, The Guardian, Spin, The A.V. Club, MTV ed Entertainment Weekly lo hanno giudicato migliore album dell'anno 2008.
In seguito, diversi membri del gruppo si dedicano a progetti paralleli. Kyp Malone pubblica un album solista con lo pseudonimo Rain Machine nel settembre 2009. Si tratta di ANTI-. Anche Dave Sitek pubblica un lavoro solista nell'agosto 2010, ossia Maximum Balloon, a cui partecipano, tra gli altri, David Byrne e Karen O degli Yeah Yeah Yeahs. Sitek produce inoltre l'album di Holly Miranda The Magician's Private Library.
Nel febbraio 2011 la band annuncia la fine dei progetti paralleli e il ritorno come TV on the Radio. Nel mese di aprile il gruppo pubblica Nine Types of Light per Interscope, un nuovo album "camaleontico". Contestualmente il gruppo realizza un film della durata di un'ora in cui vengono inseriti i videoclip di tutte le canzoni dell'album e varie interviste realizzate dal gruppo. Il film è diretto da diversi registi con la supervisione di Tunde Adebimpe.
Nel marzo 2011 viene annunciato che al bassista del gruppo Gerard Smith è stato diagnosticato un tumore al polmone, ne consegue perciò l'immediato ritiro del musicista dal progetto. Appena un mese dopo, il 20 aprile, viene annunciata la morte di Smith con un comunicato sul sito ufficiale del gruppo.
Tra maggio e giugno 2013 la band suona dal vivo due inediti intitolati Mercy e Million Miles, brani per i quali vengono realizzati anche due videoclip tra agosto e settembre 2013, il secondo dei quali viene diretto dalla regista indipendente brasiliana Natalia Leite. Nel novembre seguente il gruppo annuncia sul proprio profilo Facebook di essere al lavoro a un nuovo disco: il sesto album dei TV on the Radio, dal titolo Seeds, vedrà la luce il 18 novembre 2014, anticipato da due singoli, Happy Idiot e Careful You.

## Formazione

### Formazione attuale
- Tunde Adebimpe - voce, loops[non chiaro], percussioni (2000-presente)
- Dave Sitek - chitarra, tastiere, batteria, loops[non chiaro], basso, sintetizzatore, campionatore, flauto (2000-presente)
- Kyp Malone - voce, chitarra, loops[non chiaro], basso, sintetizzatore (2003-presente)
- Jaleel Bunton - batteria, chitarra, pianoforte, percussioni, voce, Rhodes[non chiaro], basso, programmazioni, sintetizzatore, organo (2005-presente)

### Ex componenti
- Gerard Smith - basso, pianoforte, organo, voce, chitarra, sitar, sintetizzatore, campionatore, Rhodes[non chiaro] (2005-2011)

### Turnisti e collaboratori occasionali
- Kazu Makino - voce
- Jeremy Wilms - violoncello
- David Bowie - voce
- Omega Moon - voce
- Katrina Ford - voce
- Martin Perna - sassofono, corno, flauto
- Dragons of Zynth - voce, percussioni
- Aaron Tites - voce
- Chris Taylor - corno, clarinetto
- Stuart Bogie - basso, Armonica a bocca, clarinetto, sassofono, corno
- Eleanore Everdell - voce
- David Bergander - batteria
- Yoshi Takamasa - percussioni
- Colin Stetson - sassofono
- Metana Roberts - sassofono, clarinetto
- Leah Paul - corno
- Eric Biondo - tromba
- Claudia Chopek - violino, archi
- Janis Shen - violino, archi
- Perry Serpa - archi
- Lara Hicks - viola
- Eleanor Norton - violoncello
- Aaron Johnson - trombone
- Priscilla Ahn - voce

## Discografia parziale

### Album in studio
- 2002 - OK Calculator
- 2004 - Desperate Youth, Blood Thirsty Babes
- 2006 - Return to Cookie Mountain
- 2008 - Dear Science
- 2011 - Nine Types of Light
- 2014 - Seeds

### Raccolte
- 2005 - The Music Of TV On The Radio: 2003 - 2005

### EP
- 2003 - Young Liars
- 2004 - Staring at the Sun
- 2007 - Live Sessions
- 2007 - Live at Amoeba Music
- 2009 - Read Silence

### Singoli
- 2013 - Mercy

## Videografia

### Videoclip
- Staring at the Sun, regia di Elliot Jokelson (2004)
- Wolf Like Me, regia di Jon Watts (2006)
- Me-I, regia di Jesse Casey, Michelle Higa Fox, Daniel Garcia e Chris Lenox Smith (2007)
- Forgotten, regia di Tunde Adebimpe (2011)
- You, regia di Barnaby Clay (2011)
- Mercy (2013)
- Million Miles, regia di Natalia Leite (2013)
- Happy Idiot, regia di Danny Jelinek (2014)

### Documentari
- Minor/Major: The TV on the Radio Tour Documentary, regia di Chioke Nassor - cortometraggio documentario (2011)